# Thalictrum xingshanicum
Thalictrum xingshanicum är en ranunkelväxtart som beskrevs av G.F. Tao. Thalictrum xingshanicum ingår i släktet rutor, och familjen ranunkelväxter. Inga underarter finns listade i Catalogue of Life.